# (32821) Posch
(32821) Posch est un astéroïde de la ceinture principale.

## Description
(32821) Posch est un astéroïde de la ceinture principale. Il fut découvert le 9 septembre 1991 à Tautenburg par Lutz Dieter Schmadel et Freimut Börngen. Il présente une orbite caractérisée par un demi-grand axe de 2,75 UA, une excentricité de 0,12 et une inclinaison de 4,1° par rapport à l'écliptique.

## Compléments